# Yunus-Chan-Mausoleum

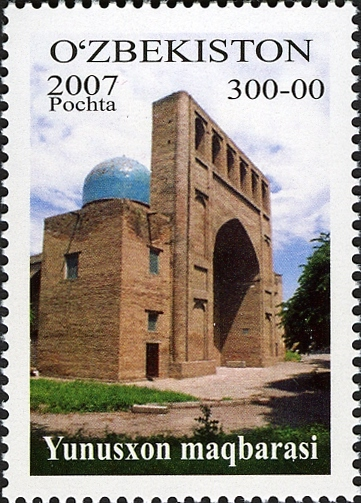
Das Yunus-Chan-Mausoleum auf einer usbekischen Briefmarke

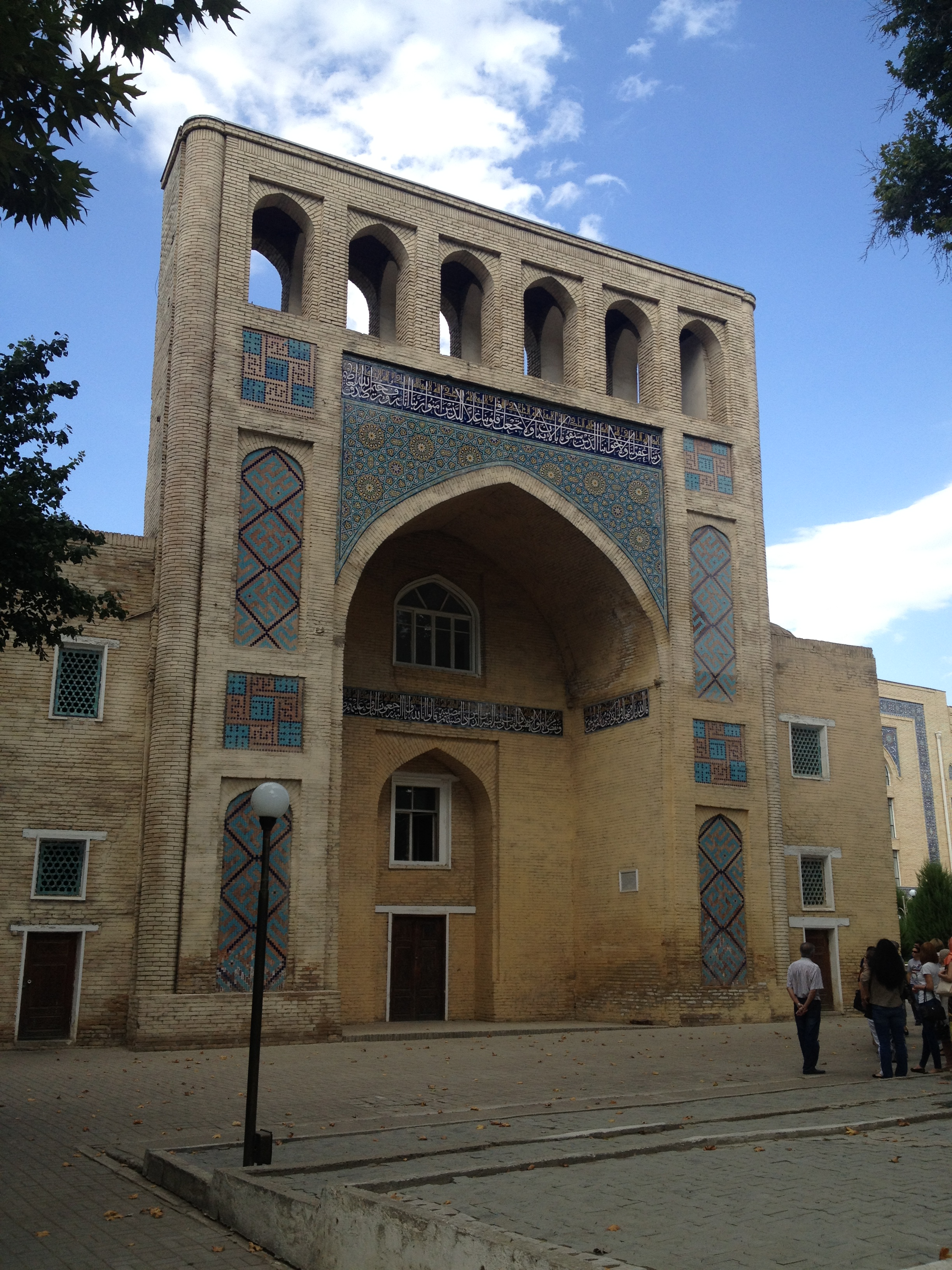
Das Yunus-Chan-Mausoleum

Das Yunus-Chan-Mausoleum (auch Yunus-Khan-Mausoleum; usbekisch Yunusxon maqbarasi) in Taschkent befindet sich neben dem Scheich-Hovendi-at-Tahur-Mausoleum. Es ist eines von zwei Gebäuden, die im 15. Jahrhundert gebaut wurden und sich bis heute erhalten haben. Yunus-Chan Mogolistan (1415–1487) war einer der Regenten von Taschkent.
Das Mausoleum befindet sich nahe der Kreuzung zweier Schnellstraßen namens Navoiy shoh koʻchasi und Abay koʻchasi. Direkt neben dem Mausoleum liegt eine islamische Universität.
Koordinaten: 41° 19′ 23,2″ N, 69° 15′ 26,3″ O